# 永浜敬子
永浜敬子（なかはま けいこ、4月19日 - ）は、京都府出身、東京都在住のライター、コピーライター。

## プロフィール
- 京都府生まれ、成人してから大阪府に5年、兵庫県に10年住んでいた。その後東京に引っ越ししている。
- 東京に引っ越した当時、京都生まれなのに東京の人から「大阪の人ですか」と言われたことをきっかけに「京阪神の踏み絵」というサイトを立ち上げた。
- 「京阪神のことをもっとわかってほしい」という思いから立ち上げた「京阪神の踏み絵」だったが、その後範囲を全国に広げた「ご当地の踏み絵」にパワーアップし、現在に至る。「ご当地の踏み絵」をまとめた本も出版され、話題を呼んでいる。著書に『いなかもんの踏絵』（ぺんぎん書房）、『ビバ！いなかもん』（講談社）,『東京出張』（京阪神エルマガジン社）、『食わせろ！　県民めし』（講談社）他、タレント本のゴーストライターとしても多数執筆。テレビ朝日系「Matthew's Best Hit TV」のコーナー「なまり亭」をまとめた本『なまり亭』の監修＆執筆もしている。グルメライターとして「笑っていいとも！」やラジオ等にも出演。
- 他には雑誌で料理、医療、ゲーム、インタビュー、ときにエロ系のほか、新聞、雑誌などの広告、会社案内、学校案内などの仕事をしている。無類のゲーム好き。ゲームに関してはナガハマケーコ名義で執筆。

## 著書

### 単著
- 『いなかもんの踏絵』（2004年、ぺんぎん書房）
- 『ハシモトシノブ人』（2004年、ワニブックス）
- 『ビバ★いなかもん！』（2005年、講談社）
- 『ツキを呼び込む　究極の成功思考』（2008年　インデックス・コミュニケーションズ）
- 『東京出張』（2009年、京阪神エルマガジン社）
- 『もう一度会いたいと思わせる 美魔女の勝ち合コンの鉄則』（2014年、武田ランダムハウスジャパン）
- 『離婚とお金』（2016年プレジデント社）

### 共著
- 『食わせろ！　県民めし』（2009年、講談社）共著：いのうえさきこ

### 共編著
- 『なまり亭』（2005年、ワニブックス）著：テレビ朝日
- 『新手みやげを買いに 東京篇』（2010年、京阪神エルマガジン社）編纂：京阪神エルマガジン社
- 『手みやげを買いに【東京篇】』（2012年、京阪神エルマガジン社）編纂：京阪神エルマガジン社
- 『東京めっちゃええ店、うまい店。』（2014年、京阪神エルマガジン社）編纂：京阪神エルマガジン社